# Всеволодов, Николай Дмитриевич
Николай Дмитриевич Всеволодов (04.05.1879 — после 1964) — русский военачальник. Известен тем, что в июне 1919 года, находясь в должности командующего 9-й армией РККА, перешёл на сторону белых.

## Биография
Происходил из дворян Санкт-Петербургской губернии. Образование получил в Сибирском кадетском корпусе и Николаевском кавалерийском училище. Из училища выпущен корнетом (1898) в 23-й драгунский Вознесенский полк. Позже служил в 12-м драгунском Мариупольском полку. Окончил Николаевскую академию Генерального Штаба по 1-му разряду (1905). Штабс-ротмистр (1905). Окончил годовой курс Офицерской кавалерийской школы (1906). Цензовое командование эскадроном отбывал в 5-м драгунском Каргопольском полку (15.04.1908-15.04.1910). Капитан (1909). Старший адъютант штаба 17-й пехотной дивизии (26.11.1910-30.10.1913). Подполковник (1913). Полковник (1916). Состоял в резерве чинов при штабе Петроградского Военного Округа (08.02.1917). Начальник штаба 9-й армии РККА (29.10.1918-20.04.1919 (н.ст.)). После смещения П. Е. Княгницкого назначен командующим 9-й армией (с 06.06.1919). Принял армию в обстановке отступления под давлением войск ВСЮР. 15.06.1919 у хутора Сенное перебежал к белым.
Историческая роль
Переход Всеволодова к белым произошел в период серьезных проблем РККА на Южном фронте, таких как восстание казаков Вёшенского района. Эти события послужили толчком к преобразованию Добровольческой армии и началу похода Деникина на Москву.
В эмиграции
Эвакуирован 25.03.1920 вместе с семьей из Новороссийска; до осени 1920 находился на о.Лемнос. Жил в Константинополе, затем в Венгрии.
В октябре 1944 г. семья разделилась. Супруга Всеволодова, сын Николай с семьей и сын Юрий остались в Будапеште, а Н. Д. Всеволодов вместе с дочерью Татьяной перебрался в Австрию, затем в Бразилию и Парагвай. В марте 1951 уехал в Аргентину. Работал на фабрике роялей, а затем открыл свой кондитерский магазин. Вскоре Всеволодов с дочерью Татьяной уехал в США.
В 1964 жил в Лос-Анджелесе, штат Калифорния.

## Семья
Жена — Анастасия Петровна, дети — Николай, Борис, Юрий, Татьяна.

## Награды
- Орден Св. Станислава 3-й ст. (1911 25.02.1912)
- Орден Св. Анны 3-й ст. (23.04.1915).

### Комментарии
1. ↑  В это же время на сторону восставших перешел 204-й Сердобский полк РККА в полном составе

### Сноски
1. ↑  Kenez, 1977, p. 37.